# Нейманис, Юрис
Юрис Нейманис (латыш. Juris Neimanis; 8 июня 1940, Рига — 27 декабря 2016, Вентспилс) — советский и латвийский педагог, латвийский шахматист.

## Биография
Родился 8 июня 1940 года в Риге. Юность провел в Цесисе. В 1958 году окончил Валмиерскую педагогическую школу, некоторое время работал в Илукстской средней школе. В 1964 году окончил филологический факультет Латвийского университета. Затем работал учителем латышского языка и литературы в Вентспилсе. С 1971 года работал учителем в Вентспилсской средней школе № 4, с 1983 по 1985 год — директор школы.

## Шахматы
В девять лет научился играть в шахматы. Вёл занятия по шахматам для начальных классов в Вентспилсской школе № 4. Кандидат в мастера спорта. Многократный чемпион Вентспилса по шахматам. Участвовал в финале чемпионата Латвии по шахматам 2002 года. Занимался заочными шахматами.
В составе команды Вентспилса на командном чемпионате Латвии по шахматам в 2000 году занял 3-е место, в 2010 году — 2-е место.

## Турнир памяти
29 июля 2017 года в Венстпилсе прошел первый турнир памяти Юриса Нейманиса по быстрым шахматам. В конкуренции 50 участников победу одержал Иварс Берзинш (Лиепая). 28 и 29 июля 2018 года в Венстпилсе прошел второй турнир памяти Юриса Нейманиса, который одновременно был открытом чемпионатом Латвии по рапиду. В конкуренции 39 участников победу одержала гроссмейстер Анна Затонских (США). 27-28 июля 2019 года в Вентспилсе прошел третий турнир памяти Юриса Нейманиса, на котором в конкуренции 43 участников победил международный мастер Роланд Берзиньш. 25-26 июля 2020 года в Вентспилсе прошел четвертый турнир памяти Юриса Нейманиса, в котором участвовали 70 шахматистов из пяти стран. В турнире победил гроссмейстер Даниэль Фридман.